# サウス・ケンジントン駅
サウス・ケンジントン駅 (サウス・ケンジントンえき、英語: South Kensington station) は、ロンドン・ケンジントン&チェルシー区にある、ロンドン地下鉄の駅である。ディストリクト線、サークル線およびピカデリー線の3路線が乗り入れている。トラベルカード・ゾーン1にある。
ディストリクト線・サークル線は掘割（天井の無い浅い地下）にあるホーム（掘割駅、the sub-surface platforms）を使用し、線路・ホームを共有している。ピカデリー線はその下にある地下トンネル内のホームを使用する。
各線共通の改札口を出て正面の階段を昇ったアーケード (the main station entrance) 両端の出口の他に、その階段手前で券売機の前を通って北側へ向かう地下道の先の博物館口 (subsidiary entrances) 二つがある。改札正面のアーケードを擁する部分はオールド・ブロンプトン・ロード（国道A3218号線）、サーロウ・プレイス、ハリントン・ロード、オンスロー・プレイスおよびペラム・ストリートに囲まれており、ペラム・ストリートに面した出口とサーロウ・ストリートに面した出口とがある。二つの博物館口はいずれもエキシビション・ロード西側にあり、クロムウェル・ロードとの交差点北側にロンドン自然史博物館に近い出口が、インペリアル・カレッジ・ロードとの交差点近くにサイエンス・ミュージアムおよび王立音楽大学への出口が、それぞれ位置している。また、ヴィクトリア&アルバート博物館、インペリアル・カレッジ・ロンドン、ゲーテ・インスティトゥートのロンドン支部およびイズマイリ・センターにも近い。

## 歴史
1868年12月24日、メトロポリタン鉄道（現在のメトロポリタン線）およびメトロポリタン・ディストリクト鉄道（現在のディストリクト線）の駅として開業した。
メトロポリタン鉄道は1868年10月1日にこの駅の西隣のグロスター・ロード駅まで延伸しており、メトロポリタン・ディストリクト鉄道がその後にサウス・ケンジントン駅〜ウェストミンスター駅間に最初の区間を開業した際にメトロポリタン・ディストリクト鉄道と接続するため、当駅まで延伸した。
メトロポリタン・ディストリクト鉄道の開業の際にメトロポリタン鉄道とメトロポリタン・ディストリクト鉄道はこの駅で接続し、両鉄道はライバル関係にあったが、相互直通運転するインナー・サークル (Inner Circle) 系統の運行を行っていた。加えて、同様にメトロポリタン・ディストリクト鉄道と他社の相互直通運転を行う、「アウター・サークル」が1872年2月1日より、「ミドル・サークル」1872年8月1日より運行され、いずれもこの駅を経由している。しかし、ミドル・サークルは1900年に、アウター・サークルは1908年12月31日に運行区間が短縮され、この駅に乗り入れなくなった。
1870年8月1日、メトロポリタン・ディストリクト鉄道は当駅-グロスター・ロード駅間に自社の線路を敷設し、1871年10月1日には自社の駅設備を設置した。
1885年、メトロポリタン・ディストリクト鉄道は駅からエキシビション・ロードの下に歩行者専用地下道を作り、新たに建設されたミュージアムへの保護されたアクセスを与えた。もっとも、1908年までは通路の使用には通行料が必要だった。
20世紀初頭、メトロポリタン・ディストリクト鉄道はリッチモンド支線、イーリング支線、ウィンブルドン支線、およびハウンズロー・ウェスト支線（この支線は現在ピカデリー線が運行）を次々と開業させたために、インナー・サークル南側区間（サウス・ケンジントン駅〜マンション・ハウス駅）の激しい混雑に悩まされることになった。この両駅は1時間あたり平均で20本、多い時にはそれ以上の列車が走っていた。
この混雑を解消するため、メトロポリタン・ディストリクト鉄道はアールズ・コート駅からマンション・ハウス駅への地下急行線の建設を計画した。1897年に議会の認可が下りたが、しかし工事はわずかしか行われなかった。1898年、メトロポリタン・ディストリクト鉄道はサウス・ケンジントン駅からピカデリー・サーカス駅までの路線を計画していたブロンプトン・アンド・ピカデリーサーカス鉄道（現在のピカデリー線）を吸収した。この路線は、サウス・ケンジントン駅でメトロポリタン・ディストリクト鉄道の新線と連結するように修正され、東方向のマンション・ハウス駅までの区間の計画は撤回された。MDRの地下トンネル内ホームの一部が短区間建設され、タイル張りがなされたが、営業に使用されることはなかった（ただし、後年signal schoolとして使用された）。

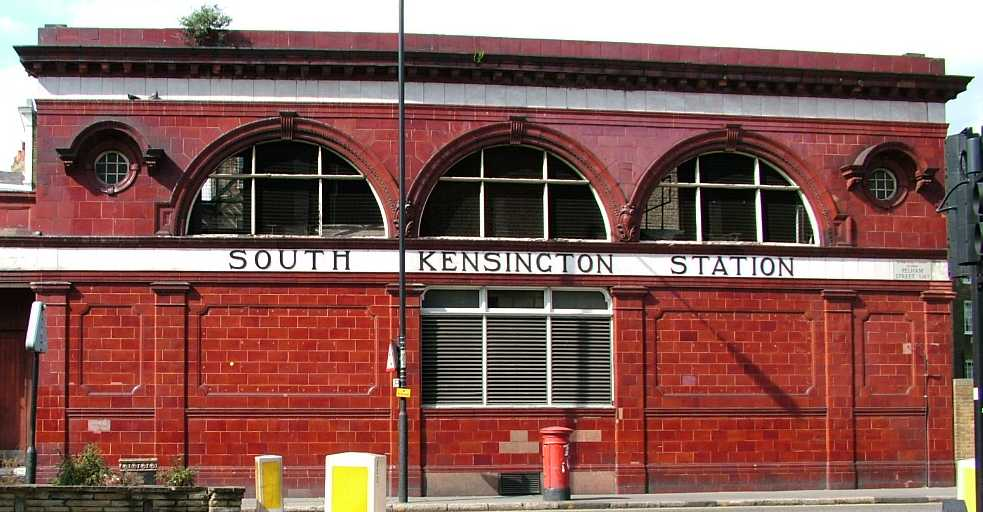
かつてのピカデリー線サウス・ケンジントン駅の駅舎

1902年のロンドン地下電気鉄道によるメトロポリタン・ディストリクト鉄道の買収の後、計画路線は第三の計画と混ぜられ、1906年12月15日にグレート・ノーザン・ピカデリー・アンド・ブロンプトン鉄道（現在のピカデリー線）としてフィンズベリー・パーク駅〜ハマースミス駅が開業した。サウス・ケンジントン駅の地下ホームは掘割ホームの直下に建設され、地平面からは地平面に伸ばされた出入口から掘割に作られた駅舎までエレベーターによりホームにアクセスできた。この駅舎はレスリー・グリーンにより設計され、正面がGNP&BR特有のox-blood redに塗られたテラコッタにより建設された。地下ホームの一部が短い区間建設され、タイル張りされたが、しかし営業に用いられることはなかった（ただし、後にsubterranean officesとして使用された）。
1949年、それまでメトロポリタン線の系統の1つの扱いであったインナー・サークル系統が「サークル線」として地下鉄路線図上で独立した。

## 駅の配置

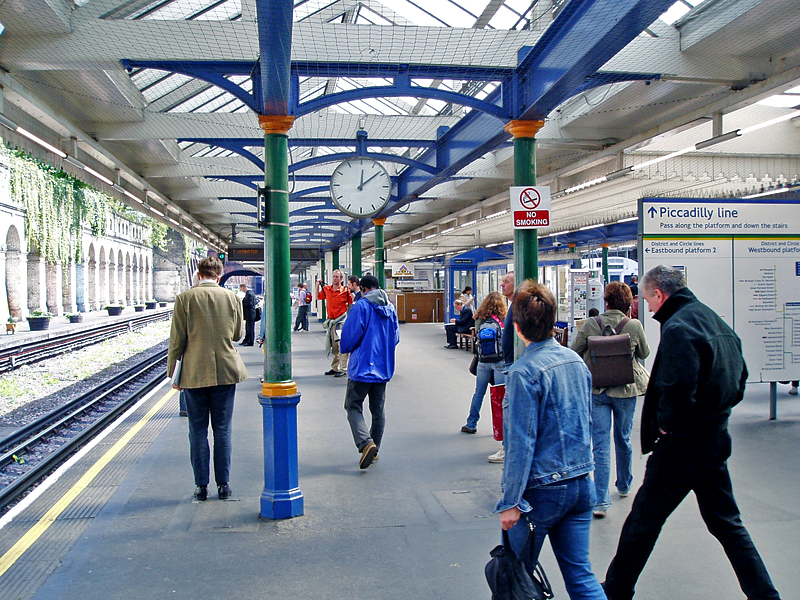
ディストリクト線・サークル線ホーム。左手の線路の向こうには使用されていないホームがある。右手の電車はディストリクト線東行き列車。

### 初期の配置
現在の掘割ホームの配置は、初期の配置から変更されている。北側から南側へ、初期のホームの配置を書くと以下のようになる。
1番ホーム: メトロポリタン鉄道 東行き
2番ホーム: メトロポリタン鉄道 西行き
3番ホーム: メトロポリタン・ディストリクト鉄道 東行き
4番ホーム: メトロポリタン・ディストリクト鉄道 西行き
2番ホームと3番ホームは島式ホームで、両ホームの間には西から来たメトロポリタン鉄道の列車が終点とし折り返すための線路があった。
| 1番ホーム（メトロポリタン鉄道 東行き） |

| 使用されていないホーム |

| 2番ホーム（メトロポリタン鉄道 西行き） |

| 2番ホーム（東行き）       |
| サークル/ディストリクト線 |
| 1番ホーム（西行き）       |

| 3番ホーム（MDR東行き） |

| 1番ホーム（メトロポリタン・ディストリクト鉄道 西行き） |

| かつてのホームは撤去 |

### 現在の配置
折り返し線路は1957年に使用されなくなり、線路のあった部分は2つの島式ホームをつなぐために埋められた。1番ホームと4番ホームはそれぞれ1968年1月と1969年3月に使用されなくなった。これらのホーム用の線路もまた撤去され、4番ホームはその後取り壊された。また、1・4番ホームが廃止された後に、3番ホームは1番ホームへと改称された。
現在は配置変更により列車は初期の配置とは線路を逆方向に走るようになり、間が埋められて広いひとつのホームとなった島式ホームのそれぞれの側にディストリクト線・サークル線の各方向の列車が発着する。
ホーム2:ディストリクト線・サークル線東行き
ホーム1（かつてのホーム3）:ディストリクト線・サークル線西行き
初期のエレベーター・エスカレーターが移設されたため、現在はグレート・ノーザン・ピカデリー・アンド・ブロンプトン鉄道の駅舎は地下トンネル内ホームへの出入口として使用されなくなっている。駅舎はその一部であったテラスの残部が壊されたが、ペラム・ストリート沿いに廃止されたまま残っている。現在もなおホームへの出入口として復活させることは可能である。
駅の東に西方向行きの列車がここを終点とし、それから東行きの線路に合流することができる分岐器がある。

## バス路線
ロンドンバスの14、49、70、74、345、360、414、430、C1系統と、ナイトバスのN74、N97系統が当駅を経由する。

## 隣の駅
ロンドン交通局
ロンドン地下鉄
■サークル線
グロスター・ロード駅 - サウス・ケンジントン駅 - スローン・スクエア駅
■ディストリクト線
本線
グロスター・ロード駅 - サウス・ケンジントン駅 - スローン・スクエア駅
■ピカデリー線
グロスター・ロード駅 - サウス・ケンジントン駅 - ナイツブリッジ駅

## 参照
1. ↑  “Multi-year station entry-and-exit figures” (XLS). London Underground station passenger usage data.  ロンドン交通局 (2014年). 2015年3月31日閲覧。
2. ↑  Christian Wolmar. The Subterranean Railway: How the London Underground Was Built and How It Changed the City Forever. Atlantic Books. pp. p 114. ISBN 1-84354-023-1
3. ↑    - Wolmar, Christian (2005) [2004]. The Subterranean Railway: How the London Underground Was Built and How It Changed the City Forever. Atlantic Books. pp. p 108. ISBN 1-84354-023-1
4. ↑  www.dougrose.co.uk - statistics
5. ↑  “Buses from South Kensington” (PDF).  ロンドン交通局. 2010年2月28日閲覧。
6. ↑  “Night buses from South Kensington” (PDF).  ロンドン交通局. 2010年2月28日閲覧。